# Kunigunde Schwab
Kunigunde Schwab, verheiratete Schumann, (* 3. Juli 1910 in Nürnberg; † 10. Januar 1997 ebenda) war eine deutsche kommunistische Politikerin, Pazifistin und Widerstandskämpferin gegen den Nationalsozialismus. Sie gehörte als eine der ersten Frauen dem Nürnberger Stadtrat an. Als Vizepräsidentin der Verfassungsgebenden Versammlung in Bayern 1946 setzte sie sich insbesondere für die Rechte der Frauen ein.

## Jugend
Kunigunde Schwab wuchs als jüngstes von zehn Kindern in einer sozialdemokratisch ausgerichteten Familie auf. Nach dem Besuch der Volksschule Lutherstraße in Nürnberg setzte sie ihre Ausbildung für drei Jahre an einer Handelsschule fort. Ihren Lebensunterhalt verdiente sie zunächst als städtische Angestellte und danach bis Ende 1932 als Kontoristin einer Nürnberger Buchhandlung.
Ihr politisches Engagement begann als Mitglied der Sozialistischen Arbeiter-Jugend (SAJ), der Jugendorganisation der SPD, und der sozialdemokratischen Kinderfreundebewegung. Nachdem die Minister der SPD beim Streit um den Panzerkreuzer A im Jahre 1929 dem Bau zugestimmt hatten, wandte sie sich von der Partei ab. Sie sah hierin einen Schritt zur Aufrüstung, den sie nicht mittragen konnte. Stattdessen nahm sie nun an Bildungsabenden des KJVD, der Jugendorganisation der KPD, teil. 1932 trat Kunigunde Schwab den kommunistischen Jungen Pionieren bei.

## Zeit des Nationalsozialismus
Von März 1933 bis Juni 1933 arbeitete Schwab als Sekretärin und Schreibkraft für die KPD-Landtagsabgeordneten Jakob Boulanger, Bayern, und Friedrich Heilmann, Thüringen.
Als im Zuge der Machtergreifung der Nationalsozialisten die KPD verboten wurde, arbeitete Schwab gemeinsam mit anderen Nürnberger Kommunisten im Untergrund. Die neue, nun illegale Bezirksleitung der KPD verfolgte das Ziel, für Nürnberg und den nordbayrischen Bezirk eine zentrale Zeitung zu erstellen. Hierfür wurde die Druckmaschine aus den ehemaligen Parteiräumen in das Gartenhaus eines Schreiners geräumt. Die Herstellung der Druckvorlagen oblag dem Bezirksleitungsmitglied Hans Pickel in Zusammenarbeit mit Kunigunde Schwab. Sie wählten gemeinsam aus der illegalen Roten Fahne und weiteren Schriften geeignete Abschnitte aus, die Pickel um weitere Texte ergänzte. Schwab übernahm das Beschreiben der Wachsmatrizen. Die Zeitung wurde unter dem Namen Blätter der sozialistischen Freiheitsaktion herausgegeben. Nach der ersten Auflage musste aufgrund der zu lauten Druckgeräusche ein anderer Ort für die Druckmaschine gefunden werden. Als neuer Standort wurde die schwer zugängliche Anton-Völkel-Grotte nahe Königstein im fränkischen Jura bestimmt. Insgesamt wurden drei Ausgaben der Zeitung herausgegeben, die etwa sechs Seiten in einer Auflage von 1000 Exemplaren umfasste. Beim Verteilen der dritten Ausgabe Mitte August 1933 wurde der Verteiler Ludwig Göhring verhaftet. Brutale Verhörmethoden durch die involvierten SA-Polizisten hatten zur Folge, dass Göhring das Versteck in der Höhle sowie Verbindungen offenlegte. Am 21. August 1933 wurde Schwab mit weiteren Gesinnungsgenossen von der Gestapo verhaftet.
Vom 21. August 1933 bis zum 18. April 1934 wurde Kunigunde Schwab im Rathaus Nürnberg und in der Strafanstalt Aichach in Schutzhaft genommen. Mehrere Monate verbrachte sie hiervon in Einzelhaft. Unter dem Aktenzeichen OJs/ 16/23 verurteilte das Oberlandesgericht München sie am 18. April 1934 in einem eigenen Verfahren zu einer fünfmonatigen Gefängnisstrafe. Die Urteilsbegründung lautete auf Vorbereitung zum Hochverrat sowie Veröffentlichung und Verbreitung regimekritischer Schriften. Diese Gefängnisstrafe saß Schwab vom 18. April 1934 bis zum 14. August 1934 in der Strafanstalt Aichach ab. Sie führte im Nachhinein aus: „Ich hatte Glück, dass es noch keine Lager für Frauen gab“.
Nach ihrer Haftentlassung sah sie keine Möglichkeit zu einem weiteren aktiven politischen Engagement. Schwab war gesundheitlich angeschlagen, auch existierten die ursprünglichen Netzwerke nicht mehr.

## Nachkriegszeit
Ab 1946 bekleidete Schwab die Stellung einer Abteilungsleiterin des Nürnberger Arbeitsamtes.
Sie war Mitglied der Nürnberger KPD und wurde 1946 erstmals in den Nürnberger Stadtrat gewählt, in dem sie bis 1956 vertreten war. Als Vizepräsidentin der Verfassungsgebenden Versammlung in Bayern 1946 engagierte sie sich insbesondere für die Rechte der Frauen. So gelang es ihr beispielsweise zu verhindern, dass das einschränkende Wort „grundsätzlich“ in den Verfassungsartikel zu gleichem Lohn für Frauen und Männer aufgenommen wurde.
Auf gesellschaftlicher Ebene wurde Schwab durch ihr pazifistisches Engagement bekannt. In den 1950er Jahren war sie im Kampf gegen die Wiederbewaffnung der Bundesrepublik Deutschland aktiv. In diesem Zusammenhang erhielt sie 1951 einen Strafbefehl, da sie sich an einer verbotenen Volksbefragung zur Remilitarisierung beteiligt hatte. In den 1980er Jahren setzte sie ihr Engagement in der Friedensbewegung fort, indem sie sich gegen Rüstungswettlauf und atomare Aufrüstung wandte. Besonders beteiligte sie sich in diesem Kontext bei der Friedensinitiative Nürnberg-Nordost. Auch im Kreisvorstand der Vereinigung der Verfolgten des Naziregimes (VVN) Nürnberg war sie lange Jahre aktiv.

## Persönliches
Im Jahr 1959 heiratete Kunigunde Schwab ihren Lebensgefährten Richard Schumann. Aus der Ehe gingen zwei Töchter hervor.

## Würdigungen
1994 wurde Kunigunde Schumann mit dem Lina-Schneider-Preis für herausragendes Engagement zur Wahrung menschenwürdiger Lebensumstände, der von den Nürnberger Bündnisgrünen ausgelobt wurde, geehrt. Sie spendete ihn zu gleichen Teilen an die Vereinigung der Verfolgten des Naziregimes (VVN) und die Friedensinitiative Nürnberg-Nordost, die 1995 das Friedensmuseum Nürnberg initiierte. Die Preisverleihung kommentierte sie mit den Worten: „Ich wusste nicht, dass man für ein anständiges Leben einen Preis bekommt.“